# Алиев, Нуруш Алигасан оглы
Нуруш Алигасан оглы Алиев (азерб. Nuruş Əlihəsən oğlu Əliyev; 1911, Джеватский уезд — 1995, Нефтечалинский район) — советский азербайджанский агроном, Герой Социалистического Труда (1980).

## Биография
Родился в 1911 году в селе Ашагы Караманлы Джеватского уезда Бакинской губернии (ныне — в Нефтечалинском районе Азербайджана).
Участник Великой Отечественной войны.
Начал трудовую деятельность в 1934 году. До 1943 года работал в системе заготсоюза и потребкооперации. С 1946 по 1958 год — председателем сельсовета, председатель колхоза, директор комбината местной промышленности. С 1959 года — председатель колхоза имени Степана Шаумяна Нефтечалинского района Азербайджанской ССР.
Нуруш Алиев проявил себя на работе опытным, умелым, требовательным к себе и окружающим руководителем. За период десятой пятилетки колхоз под руководством Нуруша Алиева достиг наивысших результатов. В 1979 году в хозяйстве собрали 6,4 тысяч тонн хлопка, а урожайность хлопка довели до 60 центнеров с гектара. По итогам десятой пятилетки в хозяйстве сбор хлопка довели до 7 тысяч тонн, урожайность хлопка повысили в 1,5 раз, урожайность пшеницы на 20 центнеров, размер надоев увеличили на 900 килограмм.
Указом Президиума Верховного Совета СССР от 3 октября 1980 года за выдающиеся успехи, достигнутые в досрочном выполнении заданий десятой пятилетки по производству продукции промышленности и сельского хозяйства, Алиеву Нурушу Алигасан оглы присвоено звание Героя Социалистического Труда с вручением ордена Ленина и золотой медали «Серп и Молот».
Активно участвовал в общественно-политической жизни республики. Член КПСС с 1955 года. Депутат Верховного Совета Азербайджанской ССР 9 созыва. В Верховный Совет избран от Хыллинского избирательного округа № 304 Азербайджанской ССР; член Президиума ВС Азербайджанской ССР. Член ЦК КП Азербайджана.
Скончался в посёлке Хиллы в 1995 году.
В честь Алиева прижизненно был переименован колхоз имени Шаумяна.